# Geoff Willis
Geoffrey "Geoff" Willis (Southampton, 23 de dezembro de 1959) é o diretor de engenharia comercial da equipe Mercedes. Também já ocupou o cargo de diretor técnico da equipe Red Bull Racing entre 2007 e 2009 e, diretor técnico da Hispania Racing entre 2010 e 2011.

## Carreira
Em 1987 após a graduação em Engenharia na Universidade de Cambridge, ele foi convidado a se juntar a equipe de design da equipe de Peter de Savary's na America's Cup, sendo responsável pela concepção dos desenhos de casco e quilha durante três anos. Em 1990, trabalhou como consultor da Leyton House, onde conheceu o engenheiro Adrian Newey. Foi chefe de aerodinâmica da equipe Williams Formula One, e juntamente com Gavin Fisher, substituiu Newey como diretor técnico quando este mudou-se para a equipe McLaren, em 1997.
Willis se juntou à equipe British American Racing, conhecida como BAR, em 2001, que foi comprada mais tarde, em 2005 pela Honda. Em 2006, com a designação de Shuhei Nakamoto para o cargo de diretor técnico sênior, o papel de Willis tornou-se confuso, e foi recomendado que parasse de ir às corridas, para se concentrar no desenvolvimento de aerodinâmica na fábrica. Deixou a equipe no final do ano, e foi contratado pela Red Bull Racing em 2007, para assumir o encargo de diretor técnico. Deixou a equipe Red Bull em 2009, por razões desconhecidas.
Em março de 2010, ingressou na nova equipe Hispania, deixando a equipe em setembro de 2011, alegando que a equipe não deixou suporte financeiro para o desenvolvimento de um carro para a temporada de 2012.
Em 17 de outubro de 2011, foi anunciado como diretor de tecnologia da equipe Mercedes. Em 2017, Willis assumiu o cargo de diretor de transformação de engenharia digital, sendo substituído por Mike Elliott em seu antigo posto. Em 2020, ele assumiu o cargo de diretor de engenharia comercial da equipe Mercedes.